# Cecilia (piosenkarka)
Cecilia, właśc. Evangelina Sobredo Galanes (ur. 11 października 1948, zm. 2 sierpnia 1976) – hiszpańska piosenkarka, która swój pseudonim artystyczny przyjęła z przeboju „Cecilia”, duetu Simon & Garfunkel. Jedna z najlepszych pieśniarek hiszpańskich w historii, a jej dorobek uznawany jest za klasykę gatunku.
Piosenki, które pisała i śpiewała, były niekonwencjonalne (podobnie jak jej wygląd – hippiski), niezbyt beztroskie w porównaniu do kanonów muzyki pop w tamtym czasie, z dobrymi jakościowo tekstami, które można porównać do twórczości Joana Manuela Serrata.
Większość utworów było jej autorstwa, poruszała tematy egzystencjalizmu, feminizmu, a także polityki, przez co w czasie dyktatury Franco miała kłopoty z cenzurą. Wiele z jej piosenek, np. Soldadito de plomo (Ołowiany żołnierzyk) ukazało się dopiero po zmianie systemu.
Jej twórczość, mimo upływu lat, cieszy się dużą popularnością, nabierając coraz większego politycznego znaczenia. Niektórzy, jak dziennikarz Santiago Alcanda, zaproponowali, aby Mi querida España, została uznana za hymn Hiszpanii.
Analogiczna propozycja padła przed Mundialem w 2006, a także kiedy Hiszpański Komitet Olimpijski brał pod uwagę znalezienie hymnu, który mogliby śpiewać sportowcy. Ogromna sława jaką się cieszy jest wykorzystywana również w celach charytatywnych, przez organizację koncertów okolicznościowych, połączonych ze zbiórkami pieniędzy.
Członkowie jej rodziny zauważyli, iż wielka popularność w mediach, jak i internecie (choćby w dziesiątkach wersji piosenek na YouTube) wskazuje, iż zapewne wielu uważa, że "dziedzictwo" Cecilii należy właśnie do nich:
Sądzą chyba, że gdyby żyła, byłaby równocześnie: zwolenniczką walczącego z korupcją Ruchu M15, republikańskiej Hiszpanii i tych, którzy myślą, że nigdy nie żyliśmy lepiej niż za Konstytucji z 1978 roku i jakiegoś zagubionego zwolennika republikańskiej Katalonii.
Pisała wiersze po angielsku (np: Lady in the Limousine) i hiszpańsku, a także teksty dla innych artystów, takich jak Rocío Jurado, Massiela, Mocedades czy Julio Iglesiasa.
Rozgłos zyskała w połowie lat 70. Jej inne wielkie przeboje to: Un ramito de violetas, Dama, dama, Amor de medianoche, Nada de nada, Desde que tú te has ido, Nana del prisionero, Me Quedaré Soltera.
Zginęła w wypadku samochodowym, u szczytu swojej kariery, w wieku 27 lat.

## Młodość
Urodzona w okolicach Madrytu, jako jedno z ośmiorga dzieci, wojskowego i dyplomaty José Ramóna Sobredo i Maríí Dolores Galanes. Z powodu specyfiki pracy jej ojca, okres dzieciństwa i dorastania spędziła poza granicami kraju, między innymi w Jordanii, Wielkiej Brytanii i USA, dlatego swobodnie posługiwała się językiem angielskim. Jej nauczycielką w USA była zakonnica, która zachęcała ją do gry na gitarze i śpiewu. Zaczęła pisać wiersze już w wieku 14 lat, najpierw po angielsku. W czasie, kiedy jej rodzina przeniosła się do Kostaryki, ona sama, mając 20 lat, pozostała w Hiszpanii, aby studiować prawo, jednak nigdy nie ukończyła nauki. Poświęciła całą uwagę muzyce, która w jej życiu była obecna od najmłodszych lat.
Jej siostra Teresa Sobredo wspominała:

Dziadek grał Wagnera na fortepianie, zbierał i kompilował mszały gregoriańskie, matka była mezzosopranistką i grała na gitarze, a ojciec wolał skrzpce.

Na Wyspach Brytyjskich odkryła Beatlesów, za oceanem Simona & Garfunkela, a na Bliskim Wschodzie zakochała się na zawsze w muzyce arabskiej.

## Twórczość
W 1970 roku związała się z grupą „Expresión”, w której śpiewała po angielsku, między innymi: Try catch the sun, Have you ever had a blue day. W 1971 roku podpisała kontrakt z wytwórnią CBS i nagrała swój pierwszy singiel Reuníos, poświęcony zespołowi The Beatles.
W 1972 roku wydała swoją pierwszą płytę pt.: „Cecilia”. Utwór Dama Dama, w którym skrytykowała z ironią zwyczaje drobnomieszczaństwa madryckiego przyniósł jej większy rozgłos, ale również pierwsze kłopoty z cenzurą. Musiała zmienić fragment tekstu odnoszący się do szóstego przykazania. Symbolem jej postawy była okładka albumu, na której pojawiła się z wielką rękawicą bokserską na prawej dłoni, czego inspiracją był przebój zespołu Simon & Garfunkel – The Boxer. Teledysk do piosenki nagrano w 1975 w Museo Cerralbo.
W 1973 roku ukazała się jej druga płyta, zatytułowana „Cecilia 2”, która nie okazała się sukcesem, choć obecnie uznawana jest za jedną z najlepszych w historii muzyki popularnej w Hiszpanii. Album początkowo miał nosić tytuł Me quedaré soltera (Zostanę singielką), ale nie zgodziła się na to cenzura, ponieważ zdjęcie z okładki sugerowało, że jest w ciąży.
Artystka zerwała ze z góry przyjętymi poglądami na temat roli kobiet we współczesnym społeczeństwie.

Według wspomnień jej siostry: 

To był wzorzec dla kobiet, wyprzedzała swoją epokę. Odrzucała taki model, że celem kobiety jest potrzeba oczarowania mężczyzny"

Zastrzeżenia cenzorów wzbudził także song: Un millón de muertos, gdzie została posądzona o nawiązywanie do hiszpańskiej wojny domowej. Chociaż twierdziła, że tekst odnosił się do wojny sześciodniowej to tytuł został zmieniony na Un millón de sueños, a ona sama musiała złożyć wyjaśnienia przed Trybunałem Porządku Publicznego. Ostatecznie piosenka została uznana za nie nadającą się do rozpowszechniania w radio.

Zwykła śmiać się z cenzury ... powiedziała, że milion marzeń jest tym samym, co milion zabitych, ponieważ mordercy skończyli ze wszystkim, nawet z marzeniami.

W 1975 roku nagrała kolejny album – „Un ramito de violetas”, powstały we współpracy z muzykiem i autorem tekstów, Juanem Carlosem Calderonem. Piosenka tytułowa, jak i utwór Mi querida España na trwałe przyniósły jej miejsce w historii hiszpańskiej muzyki rozrywkowej. Album ten odzwierciedla Cecilię artystycznie bardziej swobodną niż kiedykolwiek, która kołysze swą gorzką, złośliwie ironiczną, intymną poezję, pomiędzy rytmami bossy, popu, walca czy jazzu.
Reprezentowała swój kraj na OTI Festival (organizowanym w latach 1972–2000 przez Iberoamerykańską Unię Nadawców, na wzór Konkursu Eurowizji), gdzie zajęła drugie miejsce, piosenką Amor de Medianoche. W tym samym roku wydała kolejną płytę, na której znalazł się ten tytułowy singiel, wraz z nowymi wersjami starszych przebojów. W styczniu 1976 osiągnęła pierwsze miejsce pod względem sprzedanych płyt. Pracowała na kolejną płytą, zatytułowaną Valle-Inclán i planowała wejść na rynek amerykański z singlem „A million reasons/Come the wind”. Tuż po śmierci, song „Tú y yo” osiągnął pierwsze miejsce na liście Los 40 Principales, co nie udało jej się nigdy za życia.

### Un ramito de violetas
Utwór ten, powstał na podstawie jej własnego opowiadania w stylu Jamesa Joyce’a, z czasów dorastania. Niezadowolona z rezultatu, przerwała pisanie, a swój niedokończony poemat po latach przekształciła w wiersz, który stał się zalążkiem piosenki – głęboko smutnej, ale zakończonej słodko-gorzkim finałem.
„Cecilia przedstawia w pierwszych wersach kobietę „szczęśliwą w małżeństwie” (prawdopodobnie gospodynię domową), której mąż mało kiedy jest w humorze i zbyt czuły. Od trzech lat dostaje od nieznajomego listy pełne poezji, a regularnie 9 listopada, bukiecik fiołków. Następnie wyobraża sobie kim może być ów tajemniczy wielbiciel. Pragnie miłości. W ostatniej zwrotce dowiadujemy się, że osobą, która posyła jej wiersze i bukiety jest jej mąż. Pobudza jej fantazję, bo pragnie widzieć swoją żonę szczęśliwą w miłości. „Ona, która nic nie wie, patrzy na męża, a potem milczy”.''
Piosenka okazała się ogromnym sukcesem. Już po śmierci autorki, doczekała się wielu wykonań, między innymi Pastory Soler, chilijczyka Zalo Reyesa, Víctora Manuela, Natalii Oreiro, Julio Iglesiasa i wielu innych.
Tekst przeboju był szeroko wykorzystywany w uznanym za nielegalne przez rząd w Madrycie, referendum katalońskim, z dnia 9 listopada 2014, a także w 2017 roku.
„Znudzoną żoną jest ta część Katalonii, która odpowiada się za niepodległością. „Niezbyt uprzejmy” i starający się mąż to Hiszpania. Bukieciki fiołków to korzyści jakie otrzymuje żona od „biednego” hiszpańskiego męża....”.
Utwór ten jest bardzo ciekawy, również z punktu widzenia gramatyki hiszpańskiej. Wersy „¿Quién la escribía versos?” czy „¿Quién la mandaba flores por primavera?” uważa się „za najbardziej znane laísmo w historii piosenki hiszpańskiej”, czyli zamiany rodzajnika „le” na „la”. (Jest to cecha charakterystyczna dla średniowiecznej ówczesnej Kastylii, która utrzymała się do dziś w niektórych regionach północnej części kraju). Nie są znane motywy, dla których autorka, świadomie i celowo, użyła tej formy. Dziennikarz Santiago Alcanda w jednym z programów radiowych w Radio 3, wysunął hipotezę, że było to działanie spowodowane „intrygą fabularną tekstu”, a także poparciem autorki dla feminizmu. Z drugiej strony, nie przeszkodziło to jednak artystce w innej piosence pisać i śpiewać „quiero ser peregrino” w formie męskiej. Alcalda zauważył, że w refrenie pieśniarka wkłada słowa w usta słuchającego, prosząc o odpowiedź (dime quién era), co wiąże tekst z wpływami kantabryjskimi i ukłonem w stronę, między innymi kastycyzmu madryckiego (Casticismo madrileño).

### Mi querida España
Piosenka ta stała się ikoną muzyki hiszpańskiej. Uważana jest za dzieło artystyczne na miarę całych lat 70. i była w intencji krytyką sytuacji społeczno-politycznej Hiszpanii w czasie dyktatury Franco. Teledysk zrealizowano w Parku Retiro.
Oryginalny tekst refrenu „Esta España viva, esta España muerta” (To Hiszpania żywa, to Hiszpania martwa) został zmieniony przez cenzorów na „Esta España mía, esta España nuestra” (To Hiszpania moja, to Hiszpania nasza).
Pewnego razu stwierdziła:

Ci idioci ... Zmieniam dwa słowa do piosenki, mówię to samo i nie rozumieją

 a podczas występów na żywo, wielokrotnie trzymała się pierwszej wersji, nawet podczas koncertów transmitowanych przez telewizję.

## Śmierć
Zginęła w wypadku samochodowym 2 sierpnia 1976 na drodze łączącej Benavente z Santiago de Compostela (obecnie N-525), w miejscu znanym jako Colinas de Trasmonte. W drodze powrotnej z koncertu w Vigo, samochód prowadzony przez jednego z członków jej zespołu, najechał na nieoświetlony wóz prowadzony przez woły. W momencie wypadku spała i zginęła na miejscu. Została pochowana na cmentarzu Almudena.
Płyty z jej piosenkami były wielokrotnie wznawiane i wydawane w rozmaitych kompilacjach, a utwory śpiewane przez różnych wykonawców. Regularnie organizowane są koncerty ku jej pamięci, np. 15 listopada 2017 w sali Palacio de Congresos w Madrycie.
Podczas jednego z koncertów powiedziała:

Od zawsze chciałam żyć w stylu „ekwilibrystyki”, ale rodzice mieli dla mnie lepsze plany. Chcieli żebym poszła do najlepszej szkoły i pracy, była w tym dobra i ciężko pracująca, ale ja wolałam być ekwilibrystyką.

W 2011 została wydana jej pierwsza biografia pod tytułem „Equilibrista. La vida de Cecilia”, której autorem jest dziennikarz José Madrid.

## Dyskografia
Jej dorobek artystyczny to jedenaście wydanych singli, a także trzy dodatkowe, które ukazały się już po jej śmierci. Wydała cztery płyty studyjne.
| Single: - Mañana – Reuníos (1971) - Fui – Dama dama (1972) - Nada de nada – Mi gata Luna (1972) - Andar – Me quedaré soltera (1973) - Canción de amor – Un millón de sueños (1973) - Un ramito de violetas – La primera comunión (1974) - Mi querida España – Esta tierra (1975) - Amor de medianoche – Decir adiós (1975) - Tú y yo – Una guerra (1976) - El viaje – Lluvia (1976) - Doña Estefaldina – Nana del prisionero (1983) - El juego de la vida – Lady in the limousine (1984) - Desde que tú te has ido (1996) – wydanie CD | Albumy studyjne: - Cecilia (1972) - Cecilia 2 (1973) - Un ramito de violetas (1975) - Amor de Medianoche (1975) | Kompilacje: - Canciones inéditas (1983) - 20 Grandes canciones (1990) - Desde que tu te has ido (1996) - Un millón de sueños (2006) - Cecilia inédita en concierto (2011) - Mi Muñeca (2012) - Diálogos (2013) - Todo Cecilia (2016) |